# Концентриши се, баба
Концентриши се, баба је босанскохерцеговачки филм из 2020. године, чији је сценариста и режисер Пјер Жалица. Филм је своју премијеру имао на отварању 26. Сарајево Филм Фестивала.

## Радња
У априлу 1992. године бројна породица, разбацана по целој Југославији, окупила се у Сарајеву око постеље старе мајке. Баба није добро, али прогноза породичног лекара да је њена смрт питање неколико минута, претвара се у сате, а затим у дане. Почињу сплетке и преваре око наследства које ће остати иза старе жене, а посебно око велике породичне куће у Сарајеву. Баба у томе учествује са последњим уздахом, а можда је то оно што је одржава у животу. Интрига и сплетке на штету једне од сестара овој породици важнији су од јасних, застрашујућих знакова надолазеће катаклизме. Када се на крају открије превара, већ је касно. Почиње рат у Сарајеву.

## Улоге
| Глумац                | Улога    |
| --------------------- | -------- |
| Мира Бањац            | Марија   |
| Јасна Жалица          | Кика     |
| Емир Хаџихафизбеговић | Мухамед  |
| Алма Прица            | Maша     |
| Јадранка Ђокић        | Јулија   |
| Ведрана Божиновић     | Стојанка |
| Адмир Гламочак        | Дамир    |
| Џенита Имамовић       | Сузана   |
| Бранимир Поповић      | Бане     |
| Изудин Бајровић       | Ранко    |
| Дино Сарија           | Рифат    |